# Dibulok
Dibulok är en jätte inom svensk folktro som skall ha hjälpt till att bygga Skara domkyrka.
Enligt folktron blev jättar blev ofta anlitade som kyrkobyggare eftersom de besatt ofantliga krafter och ofta arbetade fortare än de största arbetslagen. Eftersom de ofta krävde en orimlig lön var det viktigt att ta reda på deras namn innan deras arbete var färdigt. När Dibuloks namn blev avslöjat lovade han att kyrkan aldrig skulle bli färdigbyggd. Eftersom det jämt och ständigt, sedan kyrkans uppförande, har gjorts flera ombyggnationer verkar det som om Dibulok fick rätt.